# 시바하라촌 (오이타현)
시바하라촌(柴原村)은 오이타현 오노군에 설치되었던 촌이다. 현재의 분고오노시에 해당한다.